# مورييس
موريي (Μουριαί) هي مدينة في كيلكيس في مقاطعة فوريا إلادا في اليونان.